# Maxim (Krocha)
Maxim (světským jménem: Boris Ivanovič Krocha; 25. prosince 1928, Černigovka – 27. února 2002, Mogilev) byl ruský pravoslavný duchovní Běloruské pravoslavné církve a arcibiskup mogilevský a mstislavský.

## Život
Narodil se 25. prosince 1928 ve vesnici Černigovka v Davlekanovském rajónu Baškirské autonomní sovětské socialistické republiky do rodiny běloruského původu. Během let kolektivizace byl jeho otec poslán na stavbu Bělomořsko-baltského kanálu.
Roku 1946 dokončil střední školu v Anžero-Sudžensku. Stejného roku zde byl otevřen chrám ve kterém začal sloužit jako ponomar. Roku 1947 nastoupil na Leningradský duchovní seminář.
Dne 24. srpna 1949 byl metropolitou novosibirským a barnaulským Varfolomejem (Gorodcevem) postřižen na monacha. Dne 17. dubna 1950 byl biskupem tallinským Romanem (Tangem) rukopoložen na hierodiakona. Roku 1951 po ukončení semináře nastoupil na Petrohradskou duchovní akademii. Dne 24. září 1954 byl metropolitou leningradským a novgorodským Grigorijem (Čukovem) rukopoložen na jeromonacha. Roku 1955 dokončil akademii s titulem kandidáta bohosloví.
Sloužil v Leningradské, Jaroslavské a Minské eparchii. V letech 1958-1963 přednášel v Minském duchovním semináři. Stal se také blagočinným monastýru Zesnutí přesvaté Bohorodice v Žyrovicy. Roku 1962 byl povýšen na archimandritu.
Roku 1965 dokončil postgraduální studium na Moskevské duchovní akademii.
V letech 1965-1972 byl představeným soboru Svatého Ducha v Minsku a předsedou eparchiální rady.
Roku 1971 byl členem Místního soboru Ruské pravoslavné církve. Roku 1972 doprovázel metropolitu charkovského a bohoduchivského Nykodyma (Rusnaka) na jeho cestě do Argentiny na návštěvu jihoamerického exarchátu.
Roku 1972 byl Svatým synodem zvolen biskupem argentinským a jihoamerickým. Dne 26. března 1972 proběhla v soboru Zjevení Páně v Moskvě jeho biskupská chirotonie. Světiteli byli patriarcha moskevský Pimen, metropolita leningradský a novgorodský Nikodim (Rotov), metropolita kyjevský a haličský Filaret (Denysenko), metropolita tallinský a estonský Alexij (Ridiger), arcibiskup minský a běloruský Antonij (Mělnikov) a arcibiskup volokolamský Pitirim (Něčajev).
Dne 15. prosince 1973 byl osvobozen od funkce biskupa Argentiny.
Dne 26. prosince 1974 byl jmenován biskupem omským a ťumenským. Z iniciativy biskupa Maxima byl v roce 1984 zaveden svátek Sboru sibiřských svatých.
Dne 7. září 1984 byl povýšen na arcibiskupa.
Dne 29. července 1986 byl ustanoven arcibiskupem tulským a beljovským.
Zde zahájil práci na shromažďování informací o asketech víry v Tulské oblasti a v roce 1987 patriarcha Pimen požehnal k povolení slavení Sboru tulských svatých.
Dne 6. července 1989 byl Svatým synodem ustanoven arcibiskupem mogilevským a mstislavským.
Eparchie v Mogilevu nebyla obsažena více než 45 let. Arcibiskup Maxim musel vynaložit velké úsilí na obnovu eparchie. Na konci roku 1993 prodělal arcibiskup Maxim vážnou nemoc ale odmítl odejít do důchodu. Sloužil v chrámech eparchie až do posledních dnů svého života.
Zemřel 27. února 2002 v jednu hodinu ráno v Mogilevu. Pohřben byl v ženském monastýru svatého Mikuláše v Mogilevu, kterému odkázal svoji knihovnu.